# HRCS2
HRCS2  — двосистемний електропоїзд виробництва компанії «Hyundai Rotem». Ці поїзди Укрзалізниця закуповувала в рамках підготовки до Євро-2012.

## Склад електропоїзда
Електропоїзд формується із двох головних вагонів і семи проміжних (моторних, причіпних) між ними. У складі електропоїзда 9 вагонів.
Характеристика та оснащення електропоїзда «Hyundai Rotem»:
Склад поїзда «Hyundai» 3 вагони першого класу та 6 вагонів другого класу, із яких один має буфет для пасажирів.
Кількість пасажирських місць — 579, з них 1-го класу — 168, 2-го класу — 411 та 2 місця для інвалідів. Сидіння у відділеннях для пасажирів 1-го класу розташовані за схемою 2+2, у 2-го класу — 3+2 один за одним.
Місця І класу розміщені в проміжних вагонах, три вагони по 56 місць кожен, а ІІ класу в шести моторних вагонах. Місця для інвалідів знаходяться в одному з головних вагонів.
Сидіння для пасажирів І класу мають ширину 500 мм, ІІ класу — 450 мм, що відповідає санітарним нормам, які діють в Україні — 450 мм. Для порівняння крісла літаків зазвичай мають ширину від 450 мм в економ-класі до 500—550 у класі бізнес.
Потрібно зазначити, що ширина колії в пострадянських країнах − 1520 мм, у більшості країн Європи − 1435 мм, пасажирські вагони у країнах Європи мають ширину − 2900 мм (2,9 м), в Україні та пострадянських країнах — 3510 (3,5 м), що дозволило розмістити ще одне пасажирське крісло.
Для людей з особливими потребами в першому вагоні поїзда Hyundai є 2 місця для розміщення інвалідних колясок. Поблизу знаходиться спеціальний туалет, розрахований на використання інвалідами в колясках, який, як і інші туалети, оснащений кнопкою аварійного виклику стюардів. Підлога у всіх зонах поїзда Hyundai одного рівня, що полегшує переміщення інвалідних колясок.
Для посадки та висадки пасажирів на візках використовується спеціальний механічний трап.

## Історія
З Південної Кореї перші два електропоїзди доставили на суховантажі в Одеський морський торговельний порт 11 березня 2012 року. HRCS2-002 розконсервували в РПЧ-9 Одеса-Застава I і відправили до ВЧ-1 Харків-Сортувальний, туди прибув і HRCS2-001 16 березня. До Харкова HRCS2-002 проводили електровоз ДС3-013 і тепловоз ТЕП150-003 для подальшого технічного обслуговування та ходових випробувань. 17 березня 2012 року до Харкова прибув другий електропоїзд (HRCS2-001). Третій і четвертий електропоїзди прибули в Україну 9 квітня 2012 року, п'ятий і шостий — 28 квітня 2012 року. Перші шість рухомих складів введені в експлуатацію 27 травня 2012 року. Інші чотири поїзди доставлені в Україну протягом липня — серпня 2012 року.

## Випробовування
Випробування електропоїздів виробництва корейської компанії проводили фахівці електровозного депо Харків-Жовтень.
Випробування тривали 35 днів. Поїзд перевірили на те, як він їздить, як працює без руху, на шум та інфразвук, вібрацію і плавність, гальмування в порожньому й у навантаженому стані, та багато інших етапів роботи.
Для ходових гальмових випробувань поїзд завантажили мішками з піском до повної вантажопідйомності — 116,2 тонни. Знадобилося 2324 мішки по 50 кілограмів кожен.

## Технічні характеристики
- Рід струму — змінний 25 кВ 50 Гц, постійний 3кВ;
- Ширина колії — 1520 мм;
- Конструкційна швидкість — 176 км/год;
- Максимальна експлуатаційна швидкість — 160 км/год;
- Довжина вагона: 21 700 мм;
- Ширина: 3.500 мм;
- Висота від головки рейки: 4275 мм;
- Матеріал обшивки кузова: нержавіюча сталь;
- Товщина обшивки: 1,7 мм (бокова), 2 мм (дах);
- Система кондиціонування вагонів: компресорного типу, продуктивність 20.000 ккал/год;
- Гальма: електропневматичні, електродинамічні, пневматичні;
- Тип тягового двигуна: асинхронний;
- Тип силової передачі: консольне закріплення двигуна в базі візка, осьовий редуктор блочного типу з муфтою Деллнера;
- Потужність одного двигуна: 250 кВт;
- Тип тягового інвертора: VVVF;
- Тип живлення допоміжних кіл: постійний струм 110 В, 220 В змінний, 380 В змінний 3-х фазний для живлення мотор-вентиляторів і мотор-компресорів.
- Загальна маса поїзда: 461 т[2][3].

## Експлуатація

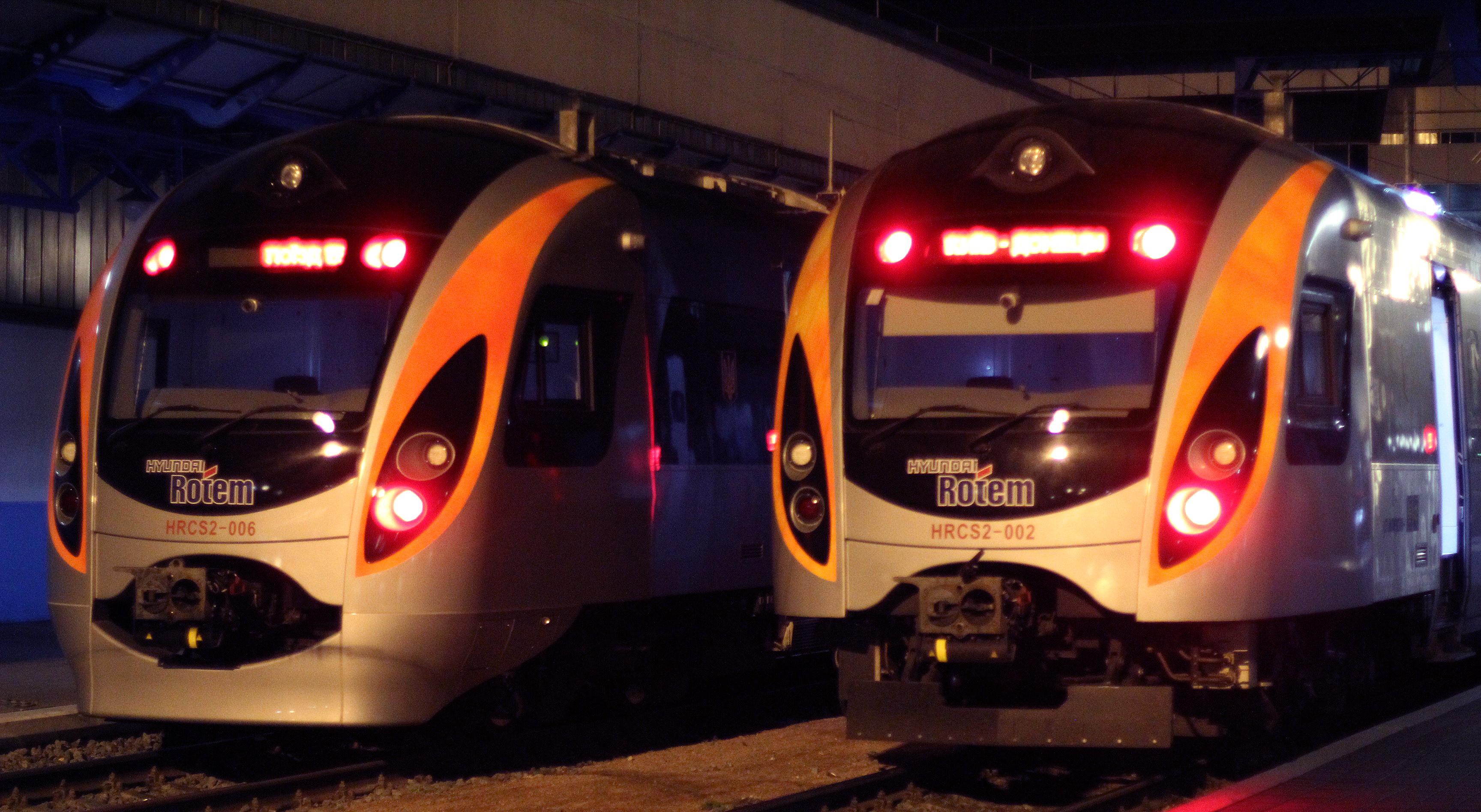
Hyundai Rotem HRCS2

Електропоїзд експлуатується на Львівській, Одеській, Придніпровській, Південно-Західній, Південній та Донецькій залізницях.
5 квітня 2012 року ЗМІ повідомили про пошкодження поїзда під час проведення ходових випробувань на залізничній ділянці Харків — Полтава. Через зіткнення з пероном однієї із станцій на золочівському напрямку, поїзд розпоров кузов і двері. Причиною цього інциденту став негабаритний винос корпусу «Хюндая» під час проїзду кривої по роз'їзду..
7 квітня 2012 року Укрзалізниця спростувала інформацію про пошкодження поїзда під час проведення ходових випробувань на залізничній ділянці Харків — Полтава..
27 травня 2012 року із введенням в дію нового графіка руху на 2012/2013 роки поїзди Hyundai курсували з експериментальним графіком руху на ділянках Київ — Харків (час в дорозі — 4 год. 25 хв. із швидкістю понад 106 км/год.) та Київ — Львів (час в дорозі — 4 год. 55 хв. зі швидкістю понад 116 км/год).
7 червня 2012 року до Донецька вперше прибув зі столиці швидкісний міжрегіональний електропоїзд «Український експрес» виробництва Hyundai Rotem. Поїзд прибув о 12:45.
9 червня 2012 року відкрито рух поїздів Київ — Донецьк.
11 листопада 2012 року відкрито рух поїздів по маршруту Київ — Дніпро.
Станом на 31 серпня 2012 року, з моменту впровадження швидкісного руху (27 травня 2012 року) на теренах України, послугами електропоїздів «Український експрес» скористалось близько 240 тис. осіб.
Загалом на національному швидкісному коридорі Львів — Київ — Харків — Донецьк на початковому етапі поїзди Hyundai 912,5 км колій долали зі швидкістю до 160 км/год, 398,1 км — до 140км/год, 438,1 км — до 120 км/год.
З 26 травня 2013 року «Укрзалізниця» продовжила маршрут потяга сполученням Київ — Дніпро до Запоріжжя.

### Поломки
В період експлуатації поїздів у міжміському сполученні, електропоїзди HRCS2 зазнавали численних поломок, що призводили до порушення графіку руху поїздів і були висвітлені у ЗМІ.
Зокрема:
- 2 червня 2012 року поїзд Hyundai через технічні неполадки, пов'язані зі збоєм комп'ютерної системи, не вийшов у ранковий рейс з Харкова до Києва, і пасажири були доправлені до Києва підмінним потягом Південної залізниці[10][11][12].
- 23 червня 2012 року швидкісний потяг «Hyundai» № 170 сполученням Львів — Київ запізнився до Києва на 2 години[13].
- 10 червня 2012 року ще один потяг «Хюндай» запізнився з прибуттям до Львова на годину через поломку пантографа[14].
- 11 червня 2012 року поїзд «Hyundai» зі вболівальниками, що їхали з Києва у Донецьк на матч Євро-2012 Англія-Франція зупинився через 23 хвилини після відправлення[15].
- 12 липня 2012 року «Hyundai» зламався під Полтавою і затримався на 5 годин[16][17].

У зимовий період, електропоїзд виявилися особливо ненадійним, через часті поломки пантографа та бортового комп'ютера.
Зокрема ЗМІ повідомляли про такі поломки:
- 6 грудня 2013 року електропоїзд Hyundai № 164 сполученням Київ — Харків поламався і 3 години простояв на перегоні в Полтавській області[21].
- 8 грудня 2013 року зламався електропоїзд Hyundai № 165 Дніпро — Київ[21].
- 12 грудня 2013 року зламалися відразу два потяги Hyundai «Інтерсіті +», що слідували за маршрутом Донецьк — Київ та Київ — Донецьк[21].
- 14 грудня 2013 року через негоду зламалися відразу чотири поїзди Hyundai[21][22].
- 16 грудня 2013 року замість поїзда Hyundai «Інтерсіті +» Львів — Київ на перон у Львові подали звичайний поїзд[21][22][23].
- У ніч на 17 грудня 2013 року поїзд № 149/150 сполученням Донецьк — Київ 3 години стояв у полі між Донецьком і Харковом[22].
- 20 грудня 2013 року поїзд Hyundai сполученням Київ — Донецьк зламався посеред поля на Харківщині[22].
- 21 грудня 2013 року на під'їзді до Києва застряг потяг сполученням Львів — Київ[22][24].
- 22 грудня 2013 року зламався потяг Hyundai сполученням Дніпро — Київ і 3 години простояв посеред поля[25].
- 4 січня 2015 року о 07:32 швидкісний потяг, який прямував із Львова до Києва, зупинився у дорозі. Зупинка поїзда сталася з технічних причин, а саме внаслідок дії низьких температур на систему живлення поїзда. Рух потяга було відновлено за півгодини за допомогою допоміжного локомотиву[26].
- 13 листопада 2016 року приблизно о 19:30 потяг став поблизу села Оженин через негоду в Рівненській області, о 21:10 продовжив рух, але на невисокій швидкості[27].
- 12 грудня 2017 року у швидкісного поїзда «Інтерсіті+» № 723 Харків — Київ, при переході з постійного на змінний струм, стався збій в електросхемі управління електропоїзда, внаслідок чого він не зміг рухатися далі і здійснив вимушену зупинку на перегоні Огульці — Ков'яги на кілька годин[28].

### Модернізація
4 січня 2013 року Віце-прем'єр-міністр України Олександр Вілкул провів робочу нараду за участю керівників Міністерства інфраструктури України, Укрзалізниці, ДП «Українська залізнична швидкісна компанія» та корпорації Hyundai Rotem.
За підсумками наради південнокорейською компанією були розроблені заходи модернізації для усунення конструктивних недоліків, які призвели до виникнення експлуатаційних проблем. Компанія гарантувала готовність усунути всі несправності в найкоротші терміни. Зокрема, компанія Hyundai Rotem має власними силами та своїм коштом забезпечити:
- модернізацію дахів та дахового обладнання всіх електропоїздів;
- модернізацію перемикачів видів струму;
- модернізацію обшивки головної частини поїздів;
- модернізацію системи життєзабезпечення за рахунок використання акумуляторних батарей більшої ємності українського виробництва;
- модернізацію гальмівної системи та мережі гальмових трубопроводів;
- заміну пошкоджених віконних блоків та гальмівних колодок із застосуванням комплектів вітчизняного виробництва[29].

### Припинення експлуатації
З 12 лютого 2014 року тимчасово на маршрутах курсування поїздів Інтерсіті+ для перевезень пасажирів використовуватимуться поїзди, сформовані з пасажирських вагонів із локомотивною тягою. Це пов'язано з проведенням технічного огляду поїздів виробництва Hyundai Rotem за участю корейських фахівців.
13 лютого 2014 року «Укрзалізниця» повідомила що через виявлену технічну несправність в одному з поїздів, компанія Hyundai Rotem, спільно з Українською залізничною швидкісною компанією, вирішили задля безпеки пасажирів тимчасово призупинити експлуатацію всіх 10 поїздів.

### Відновлення експлуатації
29 квітня 2014 року відновлено курсування денного швидкісного поїзда № 156/155 сполученням Київ — Харків — Київ виробництва компанії Hyundai Rotem. Із Києва він вирушив за діючим графіком о 6:20 і прибув до Харкова за розкладом о 10:56. Поїзд зупиняється на станціях Дарниця, Миргород та Полтава-Київська.
Попередньо була здійснена модернізація цього рухомого складу та проведені випробування на маршрутах Київ — Харків, Київ — Львів, Київ — Дніпро та Київ — Донецьк. Як повідомив голова представництва Hyundai Corporation в Україні Юн Сук Чой, до роботи були задіяні 16 корейських фахівців, серед яких зварники, проєктанти, група технічного обслуговування. Під час модернізації укріпили несучі конструкції поїзда.
Модернізація решти 9 електропоїздів виробництва Hyundai Rotem, яка здійснюється за участю також представників Української залізничної швидкісної компанії, Укрзалізниці та Державного науково-дослідного центру залізничного транспорту України за погодженням із науковими організаціями, ще триває. Українські фахівці спільно з корейськими усувають несправності, які призвели до призупинення курсування електропоїздів. Рухомий склад повертали на маршрути поступово. Модернізацію усіх електропоїздів закінчили наприкінці липня 2014 року. Ремонтні роботи відбувалися за рахунок виробника, в рамках гарантійного обслуговування.
З 6 травня 2014 року відновлено курсування денного швидкісного поїзда № 169/170 сполученням Дарниця — Київ — Львів виробництва компанії Hyundai Rotem. Із Дарниці він вирушає згідно з діючим графіком о 17:01 із зупинкою на станції Київ-Пасажирський о 17:14-17:26. До Львова електропоїзд прибуватиме о 22:20.
- З 15 травня 2014 року відновлено курсування денного швидкісного поїзда Інтерсіті+ № 166/165 сполученням Київ — Дніпро[34].

- З 24 травня 2014 року на маршрут Київ — Харків повернуто другий склад швидкісного електропоїзда. Із Києва поїзд № 164/161 Київ — Харків вирушатиме у рейс починаючи з 24 травня, із Харкова — починаючи із 25 травня 2014 року[35].

- З 1 червня 2014 року на маршрут Київ — Запоріжжя — Київ повернуто швидкісний електропоїзд виробництва Hyundai Rotem[36].

- З 22 серпня 2014 року УЗШК призначений новий швидкісний поїзд Інтерсіті сполученням Дарниця, Київ — Тернопіль — Київ, Дарниця[37].

З метою покращення обслуговування пасажирів Українська залізнична швидкісна компанія починаючи з 28 листопада 2014 року подовжила маршрут курсування швидкісного поїзда № 734/733 сполученням Київ — Дніпро до станції Красноармійськ (Донецька область).

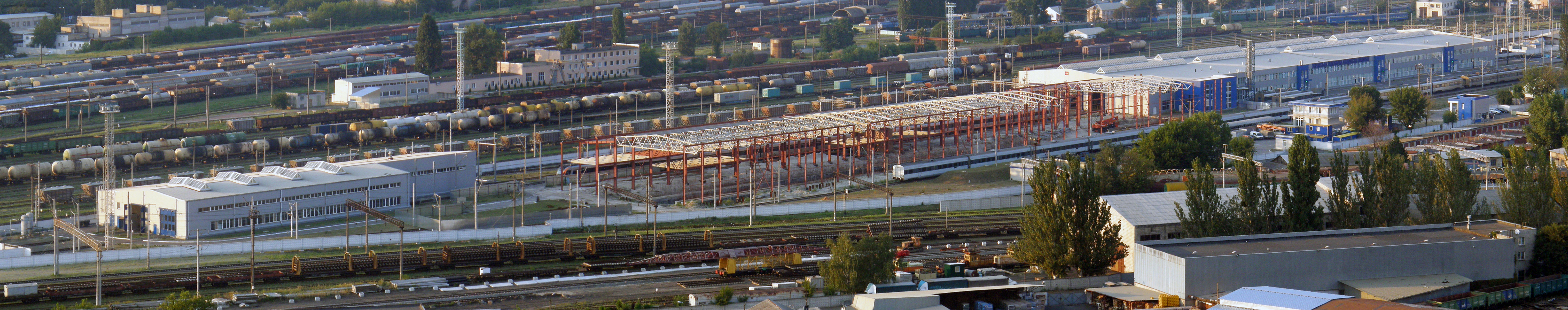
Депо швидкісних потягів «Інтерсіті+» на станції Дарниця

## Кримінальна справа
Наприкінці березня 2014 року Генеральна прокуратура України порушила кримінальну справу за експлуатацію небезпечних електропоїздів Hyundai.

## Графік курсування
Згідно розкладу руху електропоїзди Hyundai використовуються на таких маршрутах:
- Київ — Харків
- Дарниця — Київ — Львів
- Київ — Львів — Перемишль
- Дарниця — Київ — Одеса
- Київ — Дніпро — Запоріжжя
- Київ — Дніпро —  Покровськ
- Київ — Костянтинівка.

Станом на 2016 рік курсував за маршрутом Дарниця, Київ — Львів — Трускавець.

## Переваги та недоліки

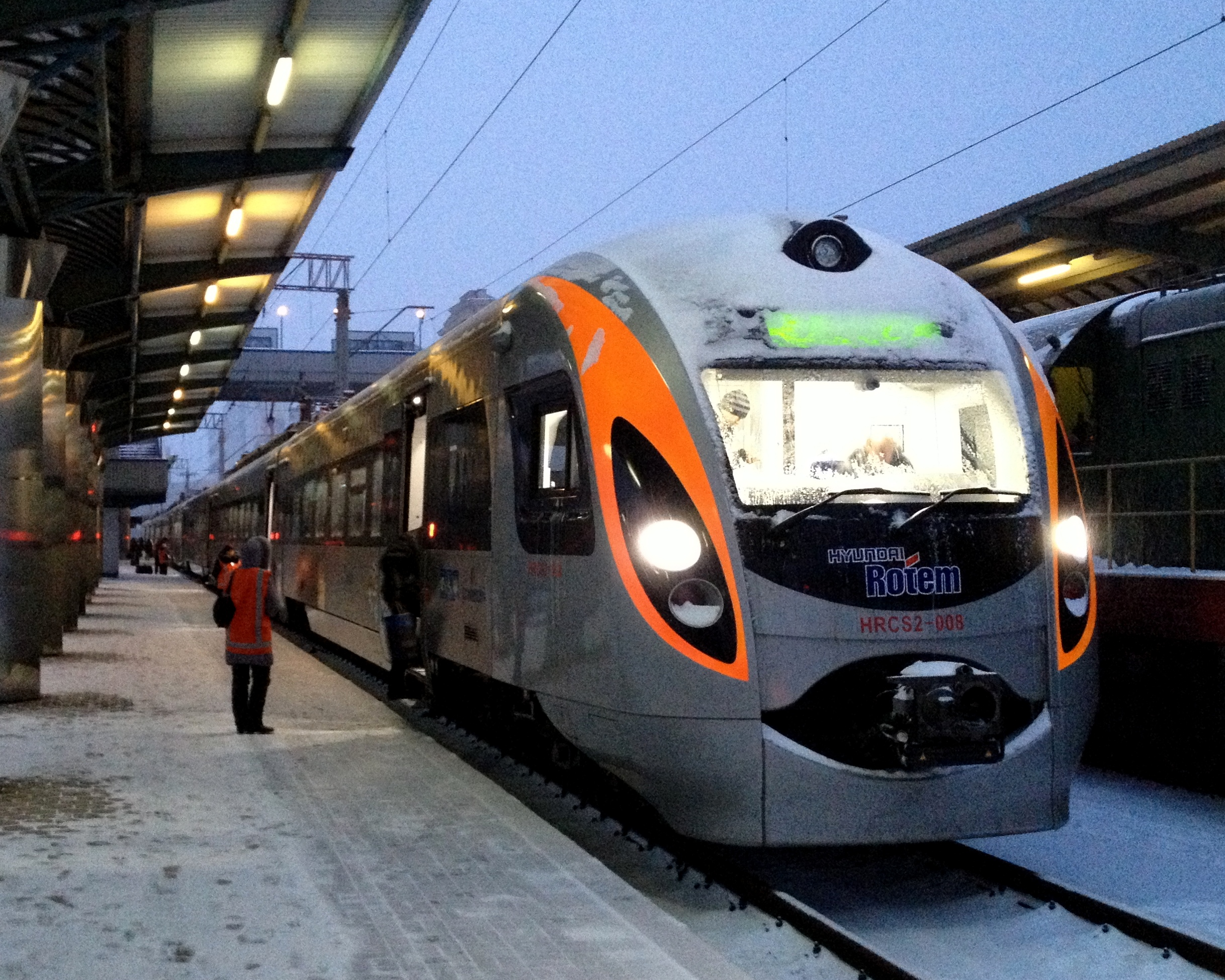
Електропоїзд на станції Дніпро-Головний

Електропоїзд HRCS2 — це моторвагонний рухомий склад з розподіленою тягою, тобто частина вагонів у ньому мають двигуни і склад рухається без локомотива. Українцям такий тип рухомого складу знайомий по поїздам приміського сполучення, оскільки всі наявні в Укрзалізниці приміські електропоїзди побудовані за таким принципом.
В нього є свої переваги і недоліки. Наприклад, електропоїзд має розподілену тягу, що забезпечує йому кращу динаміку, тобто швидкість розгону та гальмування. Крім того, він має на обох головних вагонах електропоїзда кабіни управління, що істотно спрощує зміну напрямку руху на кінцевих або проміжних станціях.
Однак мінусами такого поїзда є проблематична зміна кількості вагонів у складі (процедура відчеплення вагонів досить складна), а також необхідність зняття з лінії всього складу в разі несправності.
Також ускладнено використання таких поїздів на магістралях, де є і електрифіковані, і не електрифіковані ділянки.
У свою чергу, недоліки електропоїздів є перевагами поїздів локомотивної тяги і навпаки. Наприклад, потяг локомотивної тяги може вестися будь-яким локомотивом, що робить його зручнішим у використанні на магістралях, де частина ліній електрифіковані, а частина — ні. У такій ситуації, в першому випадку для ведення поїзда використовується електровоз, а в другому — тепловоз. При несправності, заміна вагона або локомотива досить проста, що істотно знижує затримку рейсу.

## Думки представників української влади щодо поїздів Hyundai
- В рамках візиту на Національний Сорочинський ярмарок 16 серпня 2012 року Прем'єр-міністр України Микола Азаров заявив, що Україна відмовиться від купівлі поїздів Hyundai[41]

## Вартість
- 300 тис. грн — година простою Hyundai;
- 250 млн грн — вартість одного поїзда;
- 11 млн грн — щомісячне обслуговування[42].

## Інциденти
- 9 липня 2014 року о 22:50 на парній колії перегону Біличі — Святошин навантажувач «Тойота» виїхав на колію і спричинив зіткнення з поїздом Інтерсіті+ № 742 Трускавець — Дарниця.

У момент зіткнення навантажувач знаходився на колії без водія. У поїзді, що рухався зі швидкістю 100 км/год, знаходилися понад 150 пасажирів. Ніхто із них не постраждав. У результаті зіткнення стався схід першого візка головного вагону, пошкоджено кабіну машиніста і 500 м елементів верхньої будови колії.
- 28 квітня 2015 року о 19:03 по станції Люботин відбувся схід 3-го вагону (з голови поїзда) першим візком першою колісною парою та другим візком двома колісними парами поїзда Інтерсіті+ за маршрутом Харків — Київ[44]. Для ліквідації сходу були задіяні відбудовні поїзди станцій Основа та Смородине. Вагон встановлено на рейки о 06 год. 40 хв 29 квітня.
- 29 липня 2017 року вечері біля станції Баришівка поїзд № 711 «Інтерсіті+», що слідував з Костянтинівки в Київ, зіткнувся на переїзді з легковим автомобілем. Пасажири автомобіля загинули на місці трагедії. Затримка поїзда з прибуттям на станцію Київ-Пасажирський становила близько години[45].
- 29 березня 2021 року о 14:48 неподалік селища Славгород поїзд № 732 «Інтерсіті+», що слідував з Києва до Запоріжжя, зійшов 6-и вагонами з рейок. 88 пасажирів які знаходились в цих вагонах не постраждали. Вартість ремонту поїзда склала близько 67 млн грн[46].